# Planodema femorata
Planodema femorata là một loài bọ cánh cứng trong họ Cerambycidae.